# Musica della Virginia

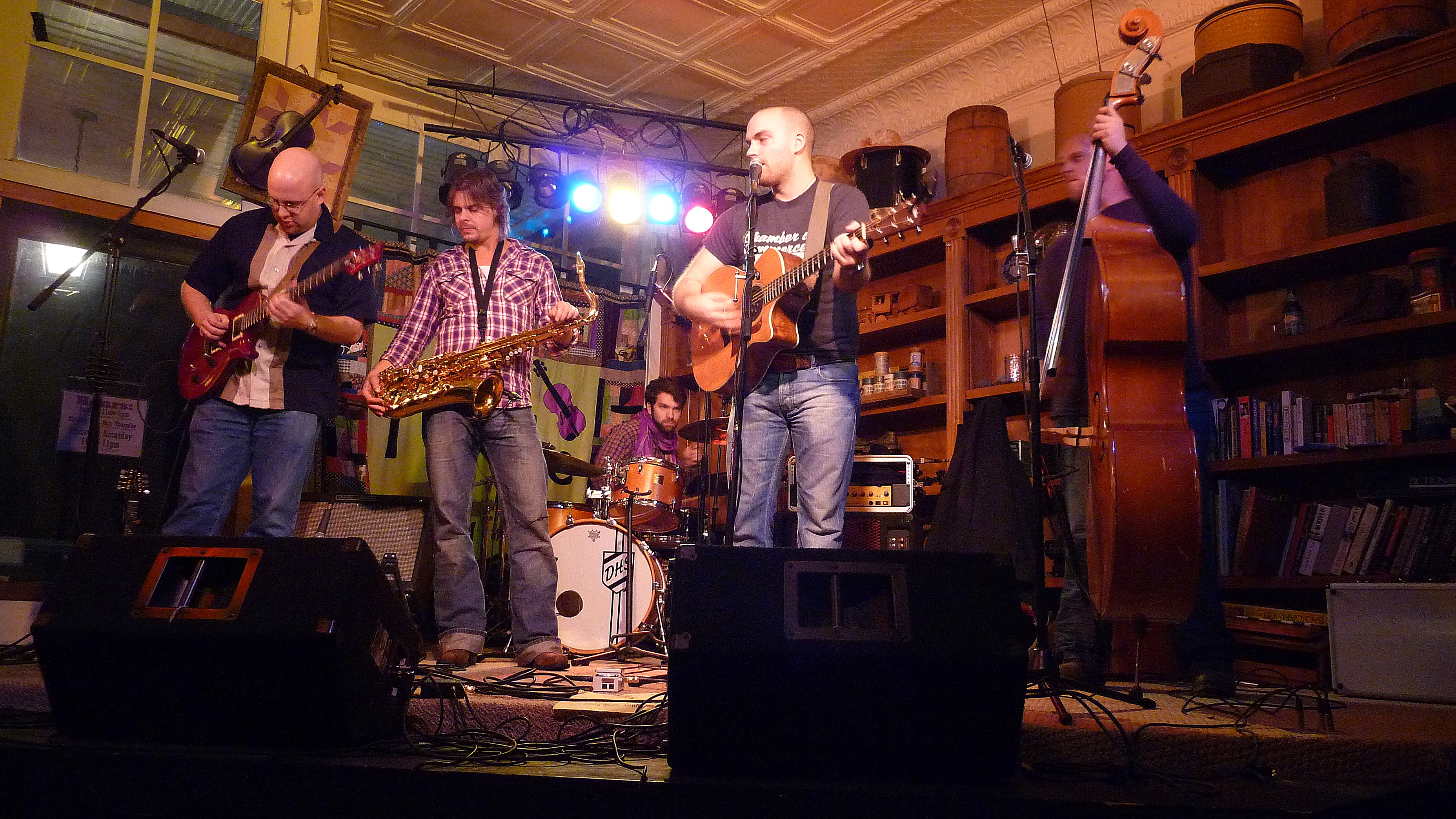
Il Justin Trawick Group suona il Purple Fiddle a Laneville, West Virginia, 2010

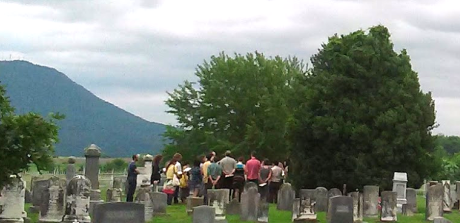
Cantano "Retirement" di Davisson sulla sua tomba a Cross Keys, dopo un canto tutto il giorno dello Shenandoah Harmony (7 giugno 2015).

Il contributo della musica della Virginia alla cultura americana è stato vario e comprende Piedmont blues, jazz, folk, ottoni, hip-hop e bande di rock and roll, oltre alle origini fondanti della musica country nelle sessioni di Bristol degli Appalachi Virginiani.
L'origine della musica all'interno dello stato è molto varia, comprese città come Richmond, città universitarie come Charlottesville e Fredericksburg oltre le aree rurali della Virginia del sudovest lungo "The Crooked Road".

## Canzone di stato
Carry Me Back to Old Virginny di James A. Bland è stata la canzone di stato della Virginia dal 1940 al 1997; ora ha lo status di emerita. Oh Shenandoah fu la canzone di stato provvisoria del gennaio 2006 e la sua melodia è stata usata per Our Great Virginia, con testi di Mike Greenly, e diventò l'inno ufficiale di stato nel 2015. Lo stesso anno, Sweet Virginia Breeze scritta nel 1978 da Steve Bassett e Robbin Thompson diventò l'inno popolare ufficiale di stato; il secondo classificato fu Virginia, the Home of My Heart.

## Luogo di nascita della musica con note in stile meridionale
Nel 1816 Ananias Davisson della Contea di Rockingham pubblicò melodie popolari raccolte durante i suoi viaggi, intitolato Kentucky Harmony. In un momento in cui i musicisti del nord si rivolgevano all'Europa e ridicolizzavano i compositori della Prima Scuola del New England, l'attenzione di Davisson sulla musica regionale di base era ampiamente imitata nel sud.

## Artisti musicali Virginiani importanti per genere
Uno dei contributi musicali più famosi della Virginia è la cantante country Patsy Cline. Diverse città la rivendicano come propria, tra cui Gore e Winchester. Winchester ospita diverse attrazioni di Patsy Cline, tra cui un tour in auto pubblicato dalla Camera di Commercio locale e il Kurtz Cultural Center/Old Town Visitor's Center, che mostra vari cimeli della Cline. Il Golden Gate Quartet, fondato nel 1931 è ampiamente considerato come il fondatore del giubileo e il suono di molti gruppi vocali maschili che vennero dopo di loro. La loro influenza musicale attraversa più generi tra cui gospel, jazz, blues, hip hop, soul e R&B. L'eredità continua attraverso una nuova versione del Golden Gate in Francia e l'ex cantante Charles West di Chesapeake, Virginia.
Jim & Jesse McReynolds e i Virginia Boys, Ralph Stanley, Hobart Smith, The Statler Brothers e The Carter Family sono musicisti bluegrass e country pluripremiati della Virginia. Ella Fitzgerald e Pearl Bailey provenivano entrambe da Newport News. Gruppi hip hop e rhythm and blues come Missy Elliott, Timbaland, The Neptunes, Clipse, Chad Hugo, Nottz, Young Dez e Bink provengono dal Commonwealth. I Neptunes hanno prodotto il 43% di tutte le canzoni della radio americana nel 2003. I cantautori della Virginia includono Jason Mraz e jam band come la Pat McGee Band e la Dave Matthews Band (il violinista Boyd Tinsley ha frequentato l'Università della Virginia), che continuano il loro importante collegamento nell'attività di beneficenza con Charlottesville, Virginia. L'influente gruppo rock GWAR e il gruppo heavy metal Lamb of God hanno avuto inizio alla Virginia Commonwealth University. Il gruppo rock alternativo Seven Mary Three si è formato al College of William and Mary di Williamsburg.
Nella certificazione multiplatinum delle vendite di dischi musicali i nomi degli artisti sono in grassetto.

### Blues e jazz
- Pearl Mae Bailey  – cantante, attrice, Newport News
- James "Plunky" Branch  – sassofonista; Oneness of JuJu, Ornette Coleman, Sun Ra, da Richmond
- Karen Briggs – violinista improvvisatore (presentato con Yanni), Portsmouth
- Rob Brown – sassofonista e compositore, Hampton
- Ruth Brown – cantante, cantautrice, attrice, musicista, Portsmouth
- Charlie Byrd – chitarrista jazz, Suffolk
- Robert Cray – chitarrista blues, Newport News
- Walter Davis Jr.  – pianista bebop e hard bop, Richmond
- Archie Edwards – Chitarrista di blues Piedmont Union Hall
- Ella Fitzgerald – cantante jazz, Newport News
- Tiny Grimes – chitarrista jazz e R&B, Newport News
- The Holmes Brothers  – blues, jazz, gospel, di Christchurch
- Claude Hopkins –pianista di jazz stride, da Alexandria
- Cliff Jackson – pianist di jazz stride, da Culpeper
- John Jackson – musicista di Piedmont blues, Woodville
- René Marie  – vocalista, Warrenton
- Tommy Newsom – musicista nella The Tonight Show Band di Johnny Carson, Portsmouth
- Don Pullen – pianista di jazz d'avanguardia da Roanoke
- Keely Smith – cantante jazz, attrice, collaboratrice di Louis Prima, Norfolk
- Lonnie Liston Smith  – pianista, tastierista; Pharoah Sanders, Miles Davis, Stanley Turrentine, Rahsaan Roland Kirk, Betty Carter, Max Roach, di Richmond
- Steve Wilson – sassofonista; Chick Corea, Dave Holland, Lionel Hampton, di Hampton
- Victor Wooten – virtuoso del basso, membro di Béla Fleck e dei Flecktones, Hampton

### Country e bluegrass
- Kenny Alphin – del gruppo country Big & Rich, n. Culpeper
- Tim Barry - frontman degli Avail e cantautore country/folk, Richmond
- Dock Boggs – cantante, suonatore di banjo, Norton
- The Carter Family - Trio country molto influente degli anni '20 e '30, noto come "First Family of Country Music", Maces Spring
- Neko Case – cantante country, n. Alessandria
- Roy Clark – artista di musica country, Meherrin
- Patsy Cline – cantante di musica country, n. Winchester (morto nel 1963, sepolto a Winchester)
- Steve Earle – musicista e cantautore country-rock, b. Hampton
- Grit City Grass – Una band bluegrass che trae influenze da fonti bluegrass moderne e classiche, Charlottesville
- Jim & Jesse – duo bluegrass, Coeburn
- Scott Miller - cantautore country alternativo, anche di The V-Roys e Scott Miller & The Commonwealth, Augusta County
- Old Crow Medicine Show – Gruppo folk americano formato da Ketch Secor e Critter Fuqua a Harrisonburg
- Old Dominion – gruppo country, Roanoke
- River City Gang - gruppo country-rock, Richmond
- Gary Ruley e il treno dei muli – Contea di Rockbridge
- Mary Simpson – violinista, Charlottesville
- Canaan Smith – cantante country, Williamsburg
- Hobart Smith – virtuoso del banjo, Saltville
- Kilby Snow – autoarpista, Grayson County
- The Stanley Brothers – influente duo bluegrass composto dai fratelli Carter Stanley e Ralph Stanley, contea di Dickenson
- The Statler Brothers – gruppo country-rock-gospel, Staunton
- The Steel Wheels - folk e americana, Harrisonburg
- Ricky Van Shelton – cantante country, contea di Pittsylvania
- Phil Vassar – cantante e cantautrice country, Lynchburg
- Walker's Run, Lexington
- Wade Ward – suonatore di banjo, violinista, Independence
- Mac Wiseman, nato a Crimora

### Pop, rock ed heavy metal
- Alabama Thunderpussy – rock mainstream, band metal, Richmond
- Arsis – band death metal, Virginia Beach
- Artful Dodger – power pop, Fairfax
- Avail – gruppo punk, Richmond
- Bad Omens - metalcore, Richmond
- Broadside – gruppo pop-punk, Richmond
- Carbon Leaf – Rock infuso di celtico, Richmond
- Città di Caterpillar – Screamo/post rock, Richmond
- Clarence Clemons – sassofonista della E Street Band di Bruce Springsteen, Norfolk
- Stewart Copeland – batterista del gruppo rock The Police e dell'ensemble jazz Animal Logic, Alexandria
- Days Difference – gruppo pop-rock, Virginia Beach
- Paracchute – gruppo indie-rock, Charlottesville
- Tim Be Told - gruppo rock cristiano contemporaneo, Charlottesville
- Dave Matthews Band – jam band, Charlottesville. Ha avuto 7 album consecutivi al numero 1 nella Billboard 200.
- The Dreamscapes Project – rock acustico, Reston
- The Downtown Fiction – Fairfax
- Mark Oliver Everett – cantante, chitarrista e tastierista di Eels
- Neil Fallon – stoner rock, cantante della band Clutch
- The Friday Night Boys – Fairfax
- Glass Cloud – anima metallica Hampton
- Dave Grohl – Nirvana e Foo Fighters batterista, chitarrista e cantante – sono cresciuti a Burke/Springfield
- Down To Nothing – gruppo hardcore-punk, Richmond
- Eternal Summers – gruppo pop da sogno, Roanoke
- Gigantic Brain – band sperimentale metal-grindcore.
- GWAR – thrash metal, gruppo art rock, Richmond
- The Last Bison – gruppo indie-folk, Chesapeake
- Labradford – gruppo ambient/drone/post-rock, Richmond
- Lamb of God – gruppo heavy metal, Richmond
- Jake E. Lee – chitarrista heavy/glam metal, Ratt, Dio, Ozzy Osbourne, Mandy Lion
- Bill Leverty – chitarrista dei Firehouse, Richmond
- Michael Foster— batterista dei Firehouse, Richmond
- Mae – pop-rock, Norfolk
- Aimee Mann – punk, new wave, adulto contemporaneo, Richmond
- Janis Martin – rockabilly, country, rock and roll, Sutherlin
- Scott McKenzie – folk mainstream, cantautore, Alexandria
- Moutheater – noise rock/sludge/punk, Norfolk
- Jason Mraz – pop-rock acustico, Mechanicsville
- Municipal Waste – Banda Thrash Crossover, Richmond
- Pig Destroyer – gruppo grindcore, Alessandria
- RDGLDGRN,[6] rap-rock, Reston
- Satan's Satyrs, heavy/doom/punk rock, Herndon (poi Richmond)
- Suzy Saxon and the Anglos – band new wave, Richmond
- Seven Mary Three – rock alternativo, band post-grunge, Williamsburg
- Matt Sharp – bassista originale di Weezer, The Rentals, cresciuto a Arlington
- Strike Anywhere – punk rock/melodic hardcore band, Richmond
- Scott Travis – batterista heavy metal per Judas Priest, Norfolk
- Kali Uchis – cantante e cantautrice, Alessandria
- Gene Vincent and the Blue Caps da Norfolk
- Will Toledo – Car seat headrest – è cresciuto a Leesburg
- Windhand – Doom Metal band, Richmond

### Hip Hop
- Nick Mira – produttore e cantautore, Richmond
- Skillz - rapper e cantautore, Richmond
- Chris Brown – Cantante, attore, ballerino/intrattenitore hip-hop e R&B "The Prince of R&B", Tappahannock, Virginia. Ha avuto 2 hit n. 1 nella Hot 100, come "Run It!" nel 2005.
- Clipse (Malice e Pusha T) – duo rap/hip-hop, Virginia Beach
- Danja – produttore discografico/cantautore, Virginia Beach
- D'Angelo – Cantante R&B, Richmond. Aveva un album numero 1 nella Billboard 200 nel 2000.
- DeVante Swing – produttore/cantante, fondatore del gruppo R&B Jodeci, Hampton
- Dalvin DeGrate – cantante, membro di Jodeci, Hampton
- Krohme - produttore discografico/cantautore, Alexandria
- K-R.O.K. – Produttore discografico, artista discografico, cantautore, duo pop/hip-hop P.M. Dawn , Virginia Beach
- Missy Elliott – cantante hip-hop e R&B "The Queen of Rap", Portsmouth
- Nickelus F – rapper, Richmond
- Lex Luger – produttore, Suffolk
- Nottz – produttore e rapper, Norfolk
- Big Pooh – rapper (Little Brother), Dumfries
- Pharrell Williams – produttore, rapper, cantautore, Virginia Beach. Ha avuto un successo n. 1 nella Hot 100 con "Happy" nel 2014.
- Eric Stanley – violinista e compositore, Chesapeake
- Solciety – gruppo di produttori/artisti
- The Neptunes (Pharrell e Chad Hugo) – duo di produttori/artisti hip hop, R&B e pop
- N.E.R.D (Pharrell, Chad Hugo e Shay Haley) – gruppo rock, funk e hip hop
- Trey Songz – cantante R&B, Petersburg. Ha avuto 2 album numero 1 nella Billboard 200 nel 2012 e nel 2014.
- Timbaland – rapper e produttore, Norfolk. Ha avuto due successi n. 1 nella Hot 100, come "Give It to Me" nel 2007.
- Pusha T – rapper e cantautrice, Virginia Beach
- Lady of Rage – rapper, Farmville
- Bink! - produttore discografico/cantautore, Norfolk

### Altri generi
- Pearl Bailey – Cantante di Broadway, Newport News
- Gary "USA" Bonds – cantante e cantautrice, Norfolk
- Ann Marie Calhoun – violinista, Gordonsville
- Bill Deal e i Rhondels sono di Virginia Beach
- Bruce Hornsby – cantante, pianista e cantautore, Williamsburg. Ha avuto un successo n. 1 nella Hot 100 con "The Way It Is" nel 1986. È andato all'Università di Richmond.
- TobyMac – di DC Talk, hip hop cristiano, rap, rock, Fairfax. Aveva un album numero 1 nella Billboard 200 nel 2012.
- Michael Tait – di DC Talk (1997–2001), Newsboys (2009–oggi). Artista cristiano contemporaneo, Washington DC.
- Undine Smith Moore - compositore, Jarratt
- Wayne Newton – alias "Mr. Las Vegas"; cantante e cantautore, Roanoke
- Ketch Secor e Critter Fuqua dell'Old Crow Medicine Show, Harrisonburg
- Robbin Thompson – Richmond
- Keller Williams – una jam band di Fredericksburg
- Hilary Hahn – Solista di violino classico vincitore di un Grammy Award, Lexington

## Locali e istituzioni musicali
Per concerti ed eventi più importanti, la Virginia ha il Ferguson Center for the Arts (Christopher Newport University) a Newport News, Virginia, Jiffy Lube Live a Bristow (commercializzato come DC per la maggior parte dei tour), il Veterans United Home Loans Amphitheatre a Virginia Beach in Virginia Beach, il Richmond Coliseum, l'Hampton Coliseum e il Norfolk Scope. Vienna (Virginia) ospita il Wolf Trap National Park for the Performing Arts, l'unico parco nazionale per le arti negli Stati Uniti. Wolf Trap dispone di un grande anfiteatro all'aperto, il Filene Center da 7.000 posti e un locale al coperto più piccolo chiamato The Barns. L'Old Dominion Opry è un altro importante luogo di ritrovo, situato vicino al Colonial Williamsburg, una popolare attrazione turistica.
Gli altri importanti locali musicali della Virginia includono The Birchmere ad Alexandria, un country club locale e bluegrass dove Mary Chapin Carpenter si è esibita all'inizio della sua carriera. L'Altria Theatre (ex Landmark Theatre) a Richmond e l'Harrison Opera House a Norfolk ospitano entrambi la Virginia Opera. La fase 2 (l'ex Cattle Annie's, ma notevolmente rimodellata nel 2010) è un popolare e grande locale per club a Lynchburg  con la reputazione di attrarre artisti di spicco. Il Garth Newel Music Center di Hot Springs era una volta una fattoria che ora è nota per i concerti di musica classica, jazz e blues con pasti gourmet e viste dal lato della Warm Springs Mountain. Lo Shenandoah Valley Music Festival ha celebrato il suo 50º anniversario nel concerto estivo nel 2013 e continua ad attirare persone nel piccolo villaggio di Orkney Springs, nella contea di Shenandoah.
La 929 West Grace Street di Richmond ha ospitato un club orientato al punk e al rock quasi ininterrotto per quasi tre decenni. Conosciuto soprattutto come Twisters negli anni '90, più recentemente l'edificio è stato conosciuto come Club 929, The Nanci Raygun e Bagel Czar prima di riaprire nel 2009 come Strange Matter. Come i suoi predecessori, Strange Matter ospita spettacoli di tournée locali e nazionali emergenti quasi ogni notte. Alley Katz a Richmond continua ad avere spettacoli regolari. Toad's Place ha ospitato band di medie dimensioni nel 2007 e nel 2008, ma ha chiuso poco dopo quel periodo. Un altro locale di medie dimensioni è The National, che ospita circa 1.500 persone.
L'area di Hampton Roads ha anche molti luoghi più intimi. Il più importante di questi è il Norva Theatre, un piccolo locale in stile club per spettacoli di piccole e medie dimensioni.
La Shenandoah Valley ospita alcuni locali più piccoli. Il tordo beffeggiatore nel centro di Staunton ha ospitato una sala da musica acustica e una sala da musica acustica da 168 posti recentemente rinnovata, ma ha chiuso all'inizio del 2013. Il caffè Clementine nel centro di Harrisonburg si è consolidato come il locale principale della valle.
Alla fine degli anni '60 e '70, l'Alessandria Roller Rink ospitò molti concerti in stile festival, tra cui apparvero band come Yes, Jethro Tull e molti altri.
Il Virginia Musical Museum e la Virginia Music Hall of Fame a Williamsburg, VA. aperto nel 2013. Il museo e la Hall of fame mostrano strumenti, cimeli, immagini e storia degli artisti musicali della Virginia. Gli artisti della Nuova Virginia vengono inseriti ogni anno nella Virginia Music Hall of Fame.

## Festival musicali
Il FloydFest è un popolare festival musicale che in realtà non si trova all'interno della Contea di Floyd ma nella contea appena accanto a Floyd chiamata Contea di Patrick. Questa è una piccola curiosità sul FloydFest che la maggior parte della gente del posto conosce. Il festival iniziò nel 2002 e offriva campeggi e un'ampia gamma di musica, dal bluegrass, rock, reggae, folk, zydeco, afro e appalachiano.
Nel 2005, 2006 e 2007, Richmond ha ospitato il National Folk Festival che presenta musica popolare regionale dell'area della Virginia e musicisti folk di tutto il mondo. Molti precedenti siti della NFF hanno continuato a condurre un festival folk regionale quando la NFF si spostò nella sede successiva e Richmond fece lo stesso sotto forma del Richmond Folk Festival.
Il Virginia Blues & Jazz Festival è stato avviato nel 2006 al Garth Newel Music Center di Hot Springs. Si tiene ogni giugno e ha caratterizzato artisti nazionali come Taj Mahal, The Dirty Dozen Brass Band, Buckwheat Zydeco ed Eric Lindell.
Il festival MACRoCk si tiene all'inizio di aprile di ogni anno a Harrisonburg VA. Ha caratterizzato atti nazionali come MewithoutYou, Q and Not U, Fugazi, The Faint, Archers of Loaf, Dismemberment Plan, Sufjan Stevens, Prefuse 73, Mates of State, The Wrens, Converge, Antibalas Afrobeat Orchestra, Of Montreal, Norma Jean, The Dillinger Escape Plan, Superchunk, Elliott Smith, An Albatross, Coheed e Cambria, Avail e Engine Down.
Il Blue Ridge Rock Festival, un festival di musica Hard Rock/Heavy Metal si tiene in Virginia dal 2017. Si tiene ogni anno tranne che nel 2020 a causa del Covid-19. Il festival si è tenuto a DeVault Vineyards a Concord, in Virginia, nel 2017 e nel 2018, a Oak Ridge ad Arrington, in Virginia, nel 2019, e al White Oak Mountain Amphitheatre di Blairs, nel 2021. Si terrà di nuovo nel 2022 in Virginia International Raceway (VIR) ad Alton, Virginia.

### Musica dei Monti Blue Ridge
La Virginia sudoccidentale è, insieme alla Carolina del Nord occidentale, parte dell'area di Blue Ridge, sede di uno stile distintivo di musica d'altri tempi talvolta chiamato musica di montagna, che è una tradizione vibrante celebrata in modo più famoso attraverso una serie annuale di festival. Galax è una piccola città che ospita l'Old Fiddlers' Convention, che si tiene dal 1935; è il più grande e antico festival di musica degli Appalachi d'altri tempi nel paese. Il congresso diede a Galax il soprannome di "Capitale della musica di montagna d'altri tempi". Il congresso attira più di 20.000 visitatori per assistere a molti dei più famosi artisti folk, country e bluegrass americani, oltre a star regionali. Galax e l'area circostante sono state a lungo una parte ricca della musica americana e della Virginia, ed è nota per uno stile intricato di suonare stranamente il violino e tradizioni strumentali e vocali; collezionisti di musica come Peter Seeger e Alan Lomax hanno visitato Galax e registrato la musica della regione.
Sebbene la Galax Old Fiddlers' Convention sia un importante punto focale per la vivace scena della musica folk di Blue Ridge, la regione ospita un'importante stagione di festival musicali, che viene inaugurata dalla fine di marzo Fairview Ruritan Club Fiddlers' Convention, che ospita un importante concorso regionale in diverse categorie. Il Ferrum College di Ferrum ospita l'annuale Blue Ridge Folklife Festival, che si tiene ogni ottobre dal 1973. L'area di White Top Mountain–Mount Rogers ospita il Wayne Henderson Music Festival & Guitar Competition, oltre a numerosi festival regionali, con la musica di montagna come parte importante del White Top Mountain Molasses Festival, del White Top Mountain Maple Festival e del White Top Mountain Ramp Festival. Il già citato FloydFest presenta sempre bluegrass e musica tradizionale di montagna degli Appalachi. I festival locali di musica di montagna in Virginia abbondano in piccole città come Fries, Wytheville, Troutdale, Vesta, Stuart, Bassett, Baywood ed Elk Creek, nonché al Grayson Highlands State Park vicino a Mouth of Wilson.
Più a sud-ovest, The Carter Family Fold, nella città natale della Carter Family di Hiltons, ospita un festival annuale di musica popolare e concerti settimanali. Johnny Cash ha visitato spesso l'area Hiltons e Carter Family Fold con sua moglie, June Carter Cash. In effetti, l'ultima esibizione pubblica di Johnny Cash è stata al The Fold nell'estate del 2003. L'area intorno al confine tra Virginia e Kentucky, folk, country e bluegrass rimane una tradizione regionale vitale. Norton ospita il Virginia Kentucky Opry e uno storico locale di musica chiamato Country Cabin, mentre i festival locali includono il Doc Boggs Festival (in Wise) e il Ralph Stanley's Annual Memorial Weekend Bluegrass Festival.

## Musica country
I contributi della Virginia alla musica country includono la leggendaria cantante Patsy Cline, gli artisti pionieri The Carter Family e gli Statler Brothers di Staunton, che furono uno degli artisti country più popolari del paese negli anni '70 e '80.
Bristol, TN/VA è stata designata dal Congresso come "Luogo di nascita della musica country". Nel 1927 il produttore discografico Ralph Peer della Victor Records iniziò a registrare musicisti locali a Bristol, per tentare di catturare il suono locale della musica tradizionale "folk" della regione. Uno di questi suoni locali è stato creato dalla Carter Family, che ha avuto inizio il 31 luglio 1927, quando AP Carter e la sua famiglia si sono recati da Maces Spring, in Virginia, a Bristol per fare un provino per Ralph Peer, che era alla ricerca di nuovi talenti per il industria discografica relativamente embrionale. Hanno ricevuto $50 per ogni canzone che hanno registrato. Quella stessa visita di Peer a Bristol portò anche alle prime registrazioni di Jimmie Rodgers. Queste sessioni del 1927 divennero note come il Big Bang della musica country. Dal 1994, la Birthplace of Country Music Alliance ha promosso la città come destinazione per conoscere la musica country e il ruolo della città nella creazione di un intero genere musicale. L'Alleanza sta organizzando la costruzione di un nuovo Centro per i Beni Culturali per aiutare a educare il pubblico sulla storia della musica country nella regione.
La Bristol Rhythm & Roots Reunion si tiene ogni settembre in State Street nel centro di Bristol, Virginia e celebra il contributo della città alla musica country. È cresciuto fino a diventare uno dei festival musicali più popolari in Virginia e nella regione degli Appalachia, poiché quasi 50.000 persone hanno partecipato al festival nel 2012.

## Hardcore punk ed Heavy metal
La città di Richmond ha avuto a lungo una delle scene punk rock più attive della costa orientale. La città è forse più conosciuta per la band shock-punk-metal GWAR, nota per le buffonate selvagge sul palco. I GWAR sono nati dai Death Piggy, una band hardcore punk che ha seguito le orme dei leader della scena locale White Cross, Beex e The Prevaricators. Tuttavia il punk di Richmond è diventato famoso con Avail. La scena punk di Richmond è cresciuta, includendo: Inquisition, Fun Size, Knucklehed, Uphill Down, Four Walls Falling, The Social Dropouts, Ann Beretta, Sixer, River City High, BraceWar, Smoke or Fire (originari di Boston), Strike Anywhere e molte band underground. Il punk di Richmond è spesso erroneamente considerato una propaggine della scena DC, tuttavia i gruppi punk di Richmond hanno sviluppato un suono unico, spesso influenzato dal country, dal folk e dal rock del sud, particolarmente diffuso in Avail, Sixer e Ann Beretta e ad una laurea in Strike Anywhere. Ciò è probabilmente dovuto al fatto che Richmond, la capitale della Confederazione durante la maggior parte della guerra civile, è probabilmente la scena punk più antica e vivace del sud. Il punk di Richmond ha una stretta relazione con il punk di Gainesville, in Florida, in particolare tra Avail e l'ormai sciolta Hot Water Music. Altre band hardcore di Richmond includevano Unseen Force, God's Will, Graven Image e Honor Role. Richmond ha anche una scena metal attiva che include, oltre a GWAR, Lamb of God, Alabama Thunderpussy, Municipal Waste. La scena metal è strettamente correlata ai punk rocker della città e, come i punk, c'è un'influenza del sud nella musica di Lamb of God e in particolare in Alabama Thunderpussy. Richmond ospita ancora una scena hardcore estremamente forte, che emerge dalle ombre della metà degli anni '80 Four Walls Falling, Fed Up, Set Straight, Step Above, Count Me Out e Dead Serious. Più recentemente una rinascita dell'hardcore punk della vecchia scuola è nata da Richmond con band come Direct Control, Government Warning, Wasted Time, ecc. Richmond ha anche una piccola scena post-hardcore con band come Remaniscense, Wow, Owls! e Ultra Delfini.
Norfolk era nota, durante il periodo di massimo splendore dell'hardcore, per i violenti scontri tra punk e personale militare locale della base della Marina. Ray Barbieri (Agnostic Front, Warzone) e John Joseph McGeown (Cro-Mags) sono diventati dei punk mentre prestavano servizio a Norfolk su ordine di un giudice.
Il Virginia Musical Museum e la Virginia Music Hall of Fame sono stati aperti nel 2013. Patsy Cline, Wayne Newton, Ella Fitzgerald, The Carter Family, Roy Clark, Bruce Hornsby, Pearl Baily e Ralph Stanley sono stati i membri fondatori.